# Roldán (familia)
Los Roldán, es una familia de escultores españoles.
Se destacan Pedro Roldán (1624-1699) y su hija Luisa Roldán "La Roldana" (1654-1704), por sus obras barrocas. Pedro elaboró importantes imágenes decorativas y retablos con policromías, mientras que Luisa se especializó en imaginería, barro cocido y policromado.
Sus trabajos que abarcan desde las postrimerías del siglo XVII hasta el siglo XVIII se enmarcan en la denominada escuela andaluza. 